# ذا دان
ذي دان (بالإنجليزية: The Den)‏ هو ملعب كرة قدم، يقعُ في لندن، إنجلترا. يستضيف الملعب مباريات نادي ميلوول الإنجليزي في مختلف البُطولات. يستوعب الملعب 20146 متفرج.